# Coup de gueule (film)
Pour les articles homonymes, voir Coup de gueule.
Pour plus de détails, voir Fiche technique et Distribution.
Coup de gueule (Milano difendersi o morire) est un poliziottesco italien de Gianni Martucci sorti en 1978.

## Synopsis
Pino Scalise, un jeune Sicilien qui vient de purger six ans de prison pour vol, s'installe à Milan chez un oncle. Il se rend avec un ami douteux dans une maison de passe et découvre que sa cousine Marina a été droguée et forcée à se prostituer par la bande d'un patron local, Don Ciccio. Il décide donc d'agir pour faire sortir la fille du réseau de prostitution.
Le commissaire Morani, certain que l'ex-détenu replongera tôt ou tard dans des activités criminelles, lui accorde un permis de conduire dans l'espoir qu'il le conduise au milieu des affaires louches de Don Ciccio. Ce dernier, en effet, ne tarde pas à faire chanter Pino, qui entre-temps a obtenu par l'intermédiaire de son oncle un emploi de chauffeur pour une entreprise de fleurs artificielles. Il se voit alors contraint de conduire un camion sur lequel Don Ciccio l'a obligé à charger de la drogue. Avant que le chargement ne franchisse la frontière suisse, la police l'intercepte et Morani, travaillant aux côtés de Pino, devenu un indic de la police, démasque avec lui la bande de Don Ciccio.

## Fiche technique
- Titre original italien : Milano difendersi o morire[1]
- Titre français : Coup de gueule[2]
- Réalisateur : Gianni Martucci
- Scénario : Luca Sportelli (it), Ludovica Marineo (it), Luca Sportelli, Gianni Martucci
- Photographie : Richard Grassetti
- Montage : Vincenzo Vanni
- Musique : Gianni Ferrio
- Décors : Sergio Palmieri
- Costumes : Marika Flandoli
- Production : Giuseppe Zappulla
- Sociétés de production : Ariete Cinematografica
- Pays de production :  Italie
- Langue originale : italien
- Format : Couleur - 1,85:1 - Son mono - 35 mm
- Durée : 83 minutes
- Genre : Poliziottesco
- Dates de sortie :
  - Italie : 5 février 1978
  - France : 22 octobre 1979[2]

## Distribution
- Marc Porel : Pino Scalise
- George Hilton : Commissaire Morani
- Anna Maria Rizzoli : Marina dit « Fiorella »
- Al Cliver : Domino
- Mario Novelli : Nosey dit « Gazzosa »
- Guido Leontini : Don Ciccio
- Bruno Di Luia : affilié à Don Ciccio
- Silvia Mauri : Anna
- Osvaldo Natale : Natale, l'assistant de Morani
- Amparo Pilar : Assunta
- Parvin Tabrizi : Alicante
- Nino Vingelli : Nicola
- Barbara Magnolfi : Teresa